# Ahmed Haszán
Ahmed Haszán (arabul: أحمد حسن; Maghagha, 1975. május 2. –) egyiptomi labdarúgó-középpályás, a válogatott sportigazgatója. Az egyiptomi válogatott történetében ő tartja a legtöbb válogatottsággal rendelkező futballista rekordját, 184 pályára lépésével (2022 februári adat).